# NGC 1344
NGC 1344 é uma galáxia elíptica (E5) localizada na direcção da constelação de Fornax. Possui uma declinação de -31° 04' 05" e uma ascensão recta de 3 horas, 28 minutos e 19,5 segundos.
A galáxia NGC 1344 foi descoberta em 1790 por William Herschel.